# Scream (serie de televisión)
Scream es una serie de televisión slasher creada por Jill Blotevogel, Dan Dworkin y Jay Beattie para Netflix
, basados en la franquicia de películas del mismo nombre, escrita por Kevin Williamson y dirigida por Wes Craven. Es protagonizada por Willa Fitzgerald, Bex Taylor-Klaus, John Karna, Amadeus Serafini y Carlson Young. Fue estrenada el 30 de junio de 2015.
El 29 de julio de 2015, MTV renovó la serie para una segunda temporada, que fue estrenada el 30 de mayo de 2016.
El 16 de agosto de 2016, durante la emisión de Scream After Dark!, se dio a conocer que el 18 de octubre de 2016 emitiría un especial de dos horas para resolver las preguntas que surgieron en el final de la segunda temporada.
El 14 de octubre de 2016, MTV renovó la serie para una tercera temporada de seis episodios, que se estrenará en 2019.
El 26 de abril de 2017, MTV anunció que la temporada 3 será reiniciada con un nuevo reparto y también se reveló que Brett Matthews ejercerá como el nuevo showrunner. También se anunció que Queen Latifah, Shakim Compere y Yaneley Arty estarán firmando como productores ejecutivos bajo Flavor Unit Entertainment. Tyga, C.J. Wallace, Keke Palmer, Giorgia Whigham, RJ Cyler, Jessica Sula, Giullian Yao Gioiello, y Tyler Posey formarán parte del elenco principal en el reinicio de la tercera temporada. La tercera temporada se estrenó el 8 de julio de 2019 en VH1.

## Argumento

### Primera temporada
Después de un incidente de intimidación cibernética sirve de catalizador para un asesinato brutal, un grupo de adolescentes se convierten en los objetivos principales de un asesino en serie, así como los secretos oscuros de Lakewood del pasado resurgen y evocan recuerdos de un asesinato similar ocurrido 20 años antes en la comunidad. Emma Duval, una adolescente que de alguna manera está vinculada al pasado de la ciudad, es la principal obsesión del asesino y el centro de estos horribles asesinatos. Con su familia y amigos en aparente peligro, se propone descubrir los oscuros misterios de la ciudad y desenmascarar al asesino de una vez y por todas. Esto resulta difícil, sin embargo, especialmente cuando todo el mundo es un sospechoso y cualquier persona podría ser una víctima.

### Segunda temporada
Emma regresa a Lakewood después de estar varios meses en un retiro donde trató de recuperarse de los eventos ocurridos en la primera temporada. Sus amigos tienen mucho cuidado de no lastimarla, preguntándose sí en verdad ha superado los crímenes de Piper. Mientras tanto, Audrey esconde su verdadera conexión con el asesino, pero al mismo tiempo comienza a ser acosada por alguien que conoce toda la verdad.
Brooke y Jake también guardan un secreto entre ellos: su nuevo romance, que tratarán de esconder al alcalde Maddox; mientras que Noah se acerca cada vez más a la verdad de los asesinatos. El pasado sangriento de Lakewood, así como su presente, vuelven a ser el centro de atención con la llegada de un nuevo asesino y sus macabros planes para eliminar a los héroes del lugar con una masacre llena de sangre y traiciones.

### Tercera temporada:Resurrección
Con el vibrante telón de fondo de Atlanta, "Scream" presenta un nuevo elenco de personajes destinados a ser presa del misterioso asesino conocido como Ghostface. 
La serie se centra en Deion Elliot, un corredor estrella local cuyo trágico pasado regresa para perseguirlo y amenazar sus planes ganados con tanto esfuerzo para su futuro ... y las vidas de su improbable grupo de amigos.

## Elenco
Primera y Segunda Temporada
- Willa Fitzgerald como Emma Duval, la estudiante popular de la secundaria e hija de Maggie. (temporadas 1-2)
- Bex Taylor-Klaus como Audrey Jensen, una cineasta sarcástica, bicuriosa y la mejor amiga de Emma. (temporadas 1-2)
- John Karna como Noah Foster, un nerd ingenioso e inteligente que sabe mucho sobre películas de terror. (temporadas 1-2)
- Amadeus Serafini como Kieran Wilcox, un nuevo estudiante que vive con su padre y se convierte en el principal interés amoroso de Emma. (temporadas 1-2)
- Connor Weil como Will Belmont, exnovio de Emma y el mejor amigo de Jake. (temporada 1)
- Carlson Young como Brooke Maddox, una hermosa, rica, pero problemática chica, la cual es la mejora amiga de Emma. (temporadas 1-2)
- Jason Wiles como Clark Hudson, el antiguo sheriff de Lakewood. (temporada 1)
- Tracy Middendorf como Maggie Duval, madre de Emma y médico forense. (temporadas 1-2)
- Bobby Campo como Seth Branson, Profesor de la secundaria el cual oculta un extraño pasado. (temporada 1 y 2)
- Tom Maden como Jake Fitzgerald, estudiante popular de la secundaria amigo de Will y Emma. (temporada 1 y 2)
- Brianne Tju como Riley Marra, estudiante de la secundaria y mejor amiga de Emma y Brooke. (temporada 1)
- Amelia Rose Blaire como Piper Shaw, una periodista que llega a Lakewood, ocultando un oscuro secreto. (temporada 1)
- Bella Thorne como Nina Patterson, estudiante popular de la secundaria. Amiga de Emma, Brooke y Riley. (temporada 1)
- Sosie Bacon como Rachel Murray, interés amoroso de Audrey, asiste a otra escuela. (temporada 1)
- Tom Everett Scott como Kevin Duval, papa de Emma quien la abandono de niña. (Temporada 1 y 2)
- Kiana Ledé como Zoe Vaughn, una estudiante sobresaliente, la cual esconde un gran secreto. (temporada 2)
- Santiago Segura como Gustavo "Stavo" Acosta, es un artista experto que está profundamente interesado en el terror, los asesinos en serie y los cómics, es hijo del sheriff Acosta. (temporada 2)
- Sean Grandillo como Eli Hudson, primo de Kieran, es rebelde y siente envidia hacia su primo, llega como nuevo alumno a la secundaria (temporada 2)
- Karina Logue como Tina Hudson, tía paterna de Kieran madre de Eli. (temporada 2)
- Anthony Ruivivar como Sheriff Miguel Acosta, nuevo sheriff del pueblo y padre de Stavo. (temporada 2)

Tercera Temporada
- RJ Cyler como Deion Elliot, una estrella del equipo de fútbol de la secundaria (temporada 3). Cyler también interpreta a Marcus, el hermano gemelo fallecido de Deion.
- Jessica Sula como Olivia "Liv" Reynolds, miembro del equipo de porristas de la secundaria y estudiante de honor. (temporada 3)
- Giorgia Whigham como Beth, una gótica y tatuadora local. (temporada 3)
- CJ Wallace como Amir Ayoub, un buen chico con padres estrictos que exigen que se mantenga alejado de las chicas y que trabaje en el negocio familiar. (temporada 3)
- Tyga como Jamal "Jay" Elliot, el medio hermano de Deion; él tiene un gran corazón y es eternamente leal a Deion. (temporada 3)
- Keke Palmer como Kym, una rebelde con mil causas; ella es una activista social hermosa y audaz. (temporada 3)

## Episodios
| Temporada | Temporada | Episodios | Episodios | Emisión original    | Emisión original        | Emisión original |
| Temporada | Temporada | Episodios | Episodios | Primera emisión     | Última emisión          | Cadena           |
| --------- | --------- | --------- | --------- | ------------------- | ----------------------- | ---------------- |
|           | 1         | 10        | 10        | 30 de junio de 2015 | 1 de septiembre de 2015 | MTV              |
|           | 2         | 14        | 14        | 30 de mayo de 2016  | 18 de octubre de 2016   | MTV              |
|           | 3         | 6         | 6         | 8 de julio de 2019  | 10 de julio de 2019     | VH1              |

## Desarrollo

### Producción
En junio de 2012, se informó de que MTV estaba en las primeras etapas del desarrollo de una serie de televisión basada en saga cinematográfica Scream.
En abril de 2013, se confirmó que MTV había dado luz verde para desarrollar un episodio piloto, con Wes Craven en conversaciones para dirigir.
En julio de 2013, se informó que Jay Beattie y Dan Dworkin se unieron al proyecto para escribir el guion del piloto. En abril de 2014, se dio a conocer que la serie sería escrita por Jill Blotevogel. En agosto de 2014, la serie anunció su elenco y a Jamie Travis como director. La serie fue originalmente planeada para ser estrenada a mediados de 2014, sin embargo, fue cambiada para el verano de 2015.
El 12 de abril de 2015, se dio a conocer que la serie sería estrenada el 30 de junio de 2015.
El 9 de noviembre se dio a conocer que Jill Blotevogel y Jaime Paglia dejarían su puesto como showrunners debido a «diferencias creativas», siendo remplazados por Michael Gans y Richard Register, aunque Blotevogel permanecería como consultor.
El 18 de septiembre de 2017, se anunció que la máscara original de Ghostface hará una aparición en la tercera temporada de Scream.

### Casting
El 5 de agosto de 2014, tanto el elenco principal y elenco recurrente fueron anunciados. Sin embargo, el 15 de agosto, se dio a conocer que Bex Taylor-Klaus remplazaría a Amy Forsyth como Audrey Jensen. El 22 de febrero de 2015, se reveló que Joel Gretsch, quien interpretaba al sheriff Clark Hudson sería remplazado por Jason Wiles. El 11 de diciembre de 2014, durante una entrevista, Bella Thorne reveló que sería parte del elenco, diciendo "Sí, es verdad. Voy a volver a representar la famosa escena de Drew Barrymore en la película original".
Se anunció el 17 de julio de 2017, que Tyga y C.J. Wallace serán unos de los que protagonizarán la tercera temporada. El 13 de septiembre de 2017, se anunció que RJ Cyler, Jessica Sula, Keke Palmer, Giullian Yao Gioiello y Giorgia Whigham también se unieron al reparto principal de la tercera temporada. El 25 de septiembre de 2017, se anunció que Tyler Posey será parte del reparto principal en la tercera temporada.

### Rodaje
Durante las dos primeras temporadas, el show fue filmado en Baton Rouge, Luisiana. La filmación de la primera temporada se llevó a cabo desde abril hasta julio de 2015. La filmación de la segunda temporada comenzó el 16 de febrero de 2016. La filmación de la tercera temporada comenzó el 18 de septiembre de 2017 y concluyó el 11 de noviembre de 2017, en Atlanta, Georgia.

## Recepción
Scream ha recibido una respuesta mixta en general, aunque los críticos y los fanes han elogiado el rendimiento de Carlson Young, junto con la secuencia de apertura de Bella Thorne en el primer episodio. En Rotten Tomatoes, la primera temporada recibió una calificación de 47%, basado en 29 revisiones, con una calificación media de 5.4 / 10 y el consenso crítico del sitio dice lo siguiente: "A falta de personajes verdaderamente convincentes o escenarios, Scream se forma al comercio demasiado en la nostalgia de sus predecesores en la pantalla grande en la franquicia." En Metacritic, que asigna una calificación normalizada, la serie tiene una puntuación de 57 sobre 100, basado en 20 críticos, lo que indica "críticas mixtas o medias".
En una revisión positiva, David Hinckley de New York Daily News premio el piloto con 4 de 5 estrellas y declaró, "Felizmente, Scream mantiene el sentido del humor, reforzado con el diálogo de cultura de pequeña explosión rápido, consciente de sí mismo." Similarmente, Brian Lowry de Variety comentó la habilidad del show de mantener el suspenso "sin mucho en realidad pasando durante el resto del episodio," señalando el uso de la música, pero expresando escepticismo si la serie podría mantener su originalidad. Aedan Juvet de PopWrapped le dio un positivo asesoramiento de la serie y lo llamó, "un ejemplo principal de una serie de horror que cambia de juego." Negativamente, David Wiegand del San Francisco Chronicle criticó la serie dándole 1 de 4 estrellas, tachando las interpretaciones de "blandas, robóticas, y aburridas" así como también la aparente falta de diversidad racial. En una revisión mixta, Mark Perigard de Boston Herald le dio al espectáculo C+, diciendo, "Hay un par de sustos por aquí, pero mientras que las películas de Scream mantiene a la audiencia saltando, Scream: The TV series está en riesgo de ponerlos a dormir."

## Premios y nominaciones
| Año  | Premio             | Categoría                       | Nominados        | Resultado |
| ---- | ------------------ | ------------------------------- | ---------------- | --------- |
| 2015 | Teen Choice Awards | Show del verano                 | Scream           | Nominado  |
| 2015 | Teen Choice Awards | Estrella de TV en verano: Mujer | Willa Fitzgerald | Nominada  |
| 2015 | Teen Choice Awards | Ladrón de Escena                | Bella Thorne     | Nominada  |
| 2016 | MTV Fandom Awards  | Mejor Nuevo Fandom del Año      | Scream           | Nominado  |

## Doblaje al español
| Personaje              | Actor original     | Actor de doblaje (Hispanoamérica)                                        | Actor de doblaje (España)      | Temporada |
| ---------------------- | ------------------ | ------------------------------------------------------------------------ | ------------------------------ | --------- |
| Emma Duval             | Willa Fitzgerald   | Consuelo Pizarro                                                         | Joël Mulachs                   | 1.ª       |
| Emma Duval             | Willa Fitzgerald   | Camila Navarro                                                           | Joël Mulachs                   | 2.ª       |
| Audrey Jensen          | Bex Taylor-Klaus   | Vanesa Andrade                                                           | Marta Barbará/Desiree Álvarez  | 1.ª       |
| Audrey Jensen          | Bex Taylor-Klaus   | Alejandra Crispin                                                        | Marta Barbará/Desiree Álvarez  | 2.ª       |
| Brooke Maddox          | Carlson Young      | Gagliola Mariangel                                                       | Marta Estrada/Belén Rodríguez  | 1.ª       |
| Brooke Maddox          | Carlson Young      | Martha Hernández (ep. 11-22) Diana Carolina Suárez (ep. 23-24)           | Marta Estrada/Belén Rodríguez  | 2.ª       |
| Noah Foster            | John Karna         | Nicolás Carmona                                                          | Marcel Navarro/Javier Lorca    | 1.ª       |
| Noah Foster            | John Karna         | Andrés Marulanda                                                         | Marcel Navarro/Javier Lorca    | 2.ª       |
| Maggie/Daisy Duval     | Tracy Middendorf   | Rosario Zamora                                                           | Teresa Manresa/Yolanda Quesada | 1.ª       |
| Maggie/Daisy Duval     | Tracy Middendorf   | Natalia Pérez                                                            | Teresa Manresa/Yolanda Quesada | 2.ª       |
| Gustavo "Stavo" Acosta | Santiago Segura    | Giovanni Cruz                                                            | César Martín                   | 2.ª       |
| Kieran Wilcox          | Amadeus Serafini   | Santiago Vernal                                                          | David Jenner/Juan Navarro      | 1.ª       |
| Kieran Wilcox          | Amadeus Serafini   | Giovanni Suárez                                                          | David Jenner/Juan Navarro      | 2.ª       |
| Jake Fitzgerald        | Tom Maden          | Felipe Waldhorn                                                          |                                | 1.ª       |
| Jake Fitzgerald        | Tom Maden          | Giovanni Suárez                                                          | 2.ª                            |           |
| Will Belmont           | Connor Weil        | Ignacio Leyton                                                           | Albert Trifol Segarra          | 1.ª       |
| Clark Hudson           | Jason Wiles        | Darwin LeRoy                                                             | Sergio Zamora                  | 1.ª       |
| Piper Shaw             | Amelia Rose Blaire | Loreto Ayala                                                             |                                | 1.ª       |
| Zoe Vaughn             | Kiana Ledé         | Angélica Martínez                                                        | María Genzor                   | 2.ª       |
| Estudio de doblaje     | N/A                | DINT Doblajes Internacionales (Chile) Centauro Comunicaciones (Colombia) | N/A                            | N/A       |
| Director de doblaje    | N/A                | Christian Barzelatto                                                     | N/A                            | N/A       |
| Traductor              | N/A                | Ricardo Reyes                                                            | N/A                            | N/A       |
| Adaptador              | N/A                | Ricardo Reyes                                                            | N/A                            | N/A       |